# Société commerciale de transports transatlantiques
La Société commerciale de transports transatlantiques (SCTT) (Omnium Maritime et Commercial jusqu'en 1924), est un affréteur et commissionnaire de transport français, qui a opéré entre 1920 et 1986 dans le transport industriel international.

## Historique
Fondée en 1920 par Pierre Olphe-Galliard, la SCTT était l'une des plus grandes sociétés de fret de l'empire colonial français, avec son siège à Paris et de nombreuses succursales dans différents ports du monde (Orient, Afrique Occidentale, USA, Brésil). 
Durant la Seconde Guerre mondiale, la SCTT joue un rôle particulier en acheminant sur tout le territoire, par voie-ferrée, du matériel militaire à destination de la résistance,.
La SCTT fut l'un des premiers transitaires français à s'intéresser au transport depuis usine jusqu'au site d'ensembles industriels complets et à développer des implantations outre-mer.
Jehan Duhamel, président-directeur général,, vend la société en 1986 à la SAGA, rachetée par le Groupe Bolloré en 1998. La société est renommée Société de Commission de Transport et de Transit. La SAGA fusionne avec SDV en 2015 pour devenir le premier groupe français de transit maritime Bolloré Transport & Logistics, dont la SCTT est aujourd'hui encore une filiale. 
La filiale SCTT-Dakar, non reprise par la SAGA, est devenue en 1986 la Compagnie Sénégalaise de Transports Transatlantiques (CSTT-Afrique de l'Ouest) basée à Dakar.
Encore active de nos jours dans la logistique minière, ses principaux clients sont : Randgold Resources, MMG Limited (en), Ivanhoe Mines (en), Kenmare Resources (en), Ansako Gold.

## Projets d'envergure
La SCTT s'est spécialisée dans l'acheminement international de matériels constitutifs de complexes d'industrie lourde,  notamment :
- Raffineries de pétrole (Porvoo[18], Ispahan[19], Vridi[20], Yanbu[21], Luanda, Mataripe, etc),
- Cimenteries (Cantagalo[22], etc),
- Usines pétrochimiques (Ras Lanouf[23], Arzew[24], Homs, Syrte[25], etc),
- Centrales électriques ou hydroélectriques (Tacoa, Embalse, Lac d'El Nihuil, Lac del Río Prado, Acaray, Limoeiro, Barrage d'Água Vermelha, etc).
- Complexes sidérurgiques : Chimbote, Aciéries Paz del Río, Companhia Siderúrgica Paulista, etc.

La SCTT s'est également spécialisée dans la logistique pétrolière et minière. La société avait notamment passé un accord avec la KRAOMITA- Malagasy (ex-CROMINA) en 1971 afin d'assurer le transit de la chromite entre Madagascar et les pays extérieurs . 
La SCTT était aussi agrémentée par le ministère de l'Industrie pour le transport lié à l'extraction et au traitement d'uranium. Elle était notamment mandataire de la SOMAÏR et de la Cominak dans les années 1970.

## Présidence et direction[28],[29]
- Pierre Olphe-Galliard de 1920 à 1954,
- Jean Olphe-Galliard de 1954 à 1982,
- Jean-Pierre Olphe-Galliard de 1982 à 1985,
- Jehan Duhamel de 1985 à 1986.